# Бучацький монастир

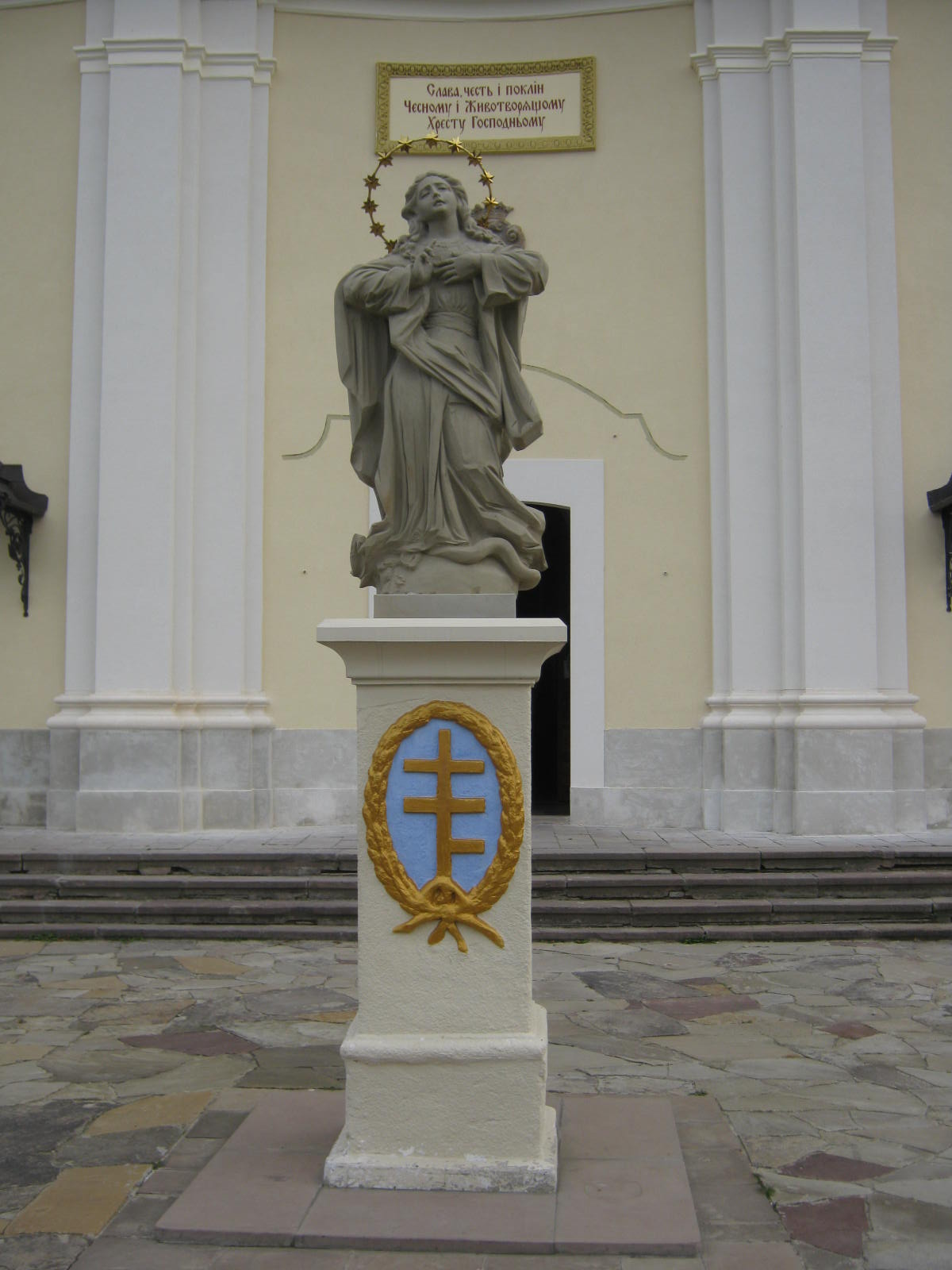
Статуя Діви Марії (копія) перед входом до церкви монастиря, осінь 2013

Бучацький монастир отців Василіян Воздвиження Чесного Хреста Господнього — монастир отців Василіян на горі Федір у м. Бучач. Заснований 7 грудня 1712 року на підставі фундаційної грамоти магната Стефана Александера Потоцького, виданої в Любліні.

## Коротка історія

### Початки, польський і австрійський періоди, Перша світова

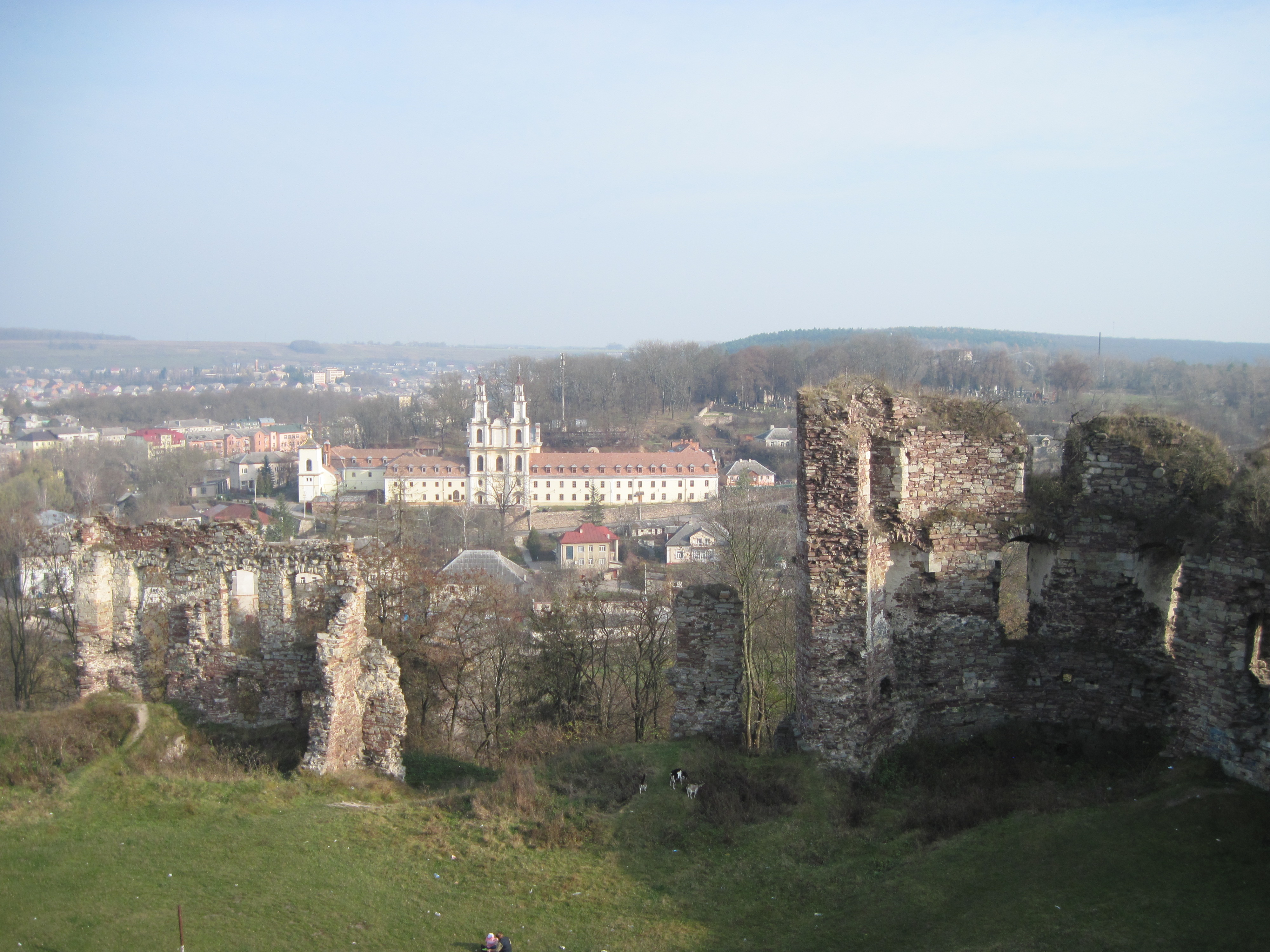
Вигляд на монастир василіян зі стіни замку, осінь 2013

Вигнання Яном Потоцьким ченців східного обряду з монастиря Святої Трійці в Бучачі та передача його домініканцям спричинило неодноразові скарги василіян Литовської провінції (до неї належав монастир) до Конгрегації de Propaganda Fide в Римі на дідичів Потоцьких. Тому за її дорученням Стефан Александер Потоцький заснував новий монастир.
На думку деяких дослідників, Потоцькі, бажаючи мати у своїх володіннях освічене греко-католицьке українське духовенство, з дозволу верховної світської і духовної влади запросили до Бучача з Литовської провінції чину отців Василіян. До міста приїхали 6 монахів, які підпорядковувалися протоархимандриту (тобто генералу) ордену.
Для діяльності заснованого монастиря засновники надали — вказано у фундаційній грамоті — 30 000 злотих капіталу, забезпечених на маєтностях, з якого бучацька оренда мала платити 7 % двома ратами. Також привілеєм надавали фільварок з садами, городами, орним полем, сіножатями, пасовищами на бучацькому передмісті Пушкарі, до цього — 4 підданих, які мали виконувати повинності. Монахи мали право вільно молоти збіжжя на млині у Звенигороді, вільно рубати ліс коло цього села для опалення, вільно ловити рибу в Стрипі, мати пасіку, не платити з неї десятину. Першим їх помешканням був збудований при костелі Св. Хреста «дворик монастирський», в якому могли проживати 3 монахи; решта проживали в монастирі Рукомиша.
1714 року Львівська католицька архиєпархія (в особі Яна Скарбека — Львівського архиєпископа РКЦ) передала костел св. Хреста (костелик) для духовних відправ бучацьким Василіянам у тимчасову власність, від 29 квітня 1747 року — на постійно (дозвіл Львівського латинського архиєпископа Миколая Вижицького).
9 квітня 1717 року Ян Скарбек після наради з капітулою видав звернення, яке було сказане з амвонів катедри у Львові, костелика, текст був прибитий на його дверях. За нею кожен, хто мав яке-небудь право на костел Святого Хреста, міг зголоситись до нього; але ніхто цього не зробив.
Фундатором фактичного будівництва монастиря був власник міста, син фундаторів Микола Василь Потоцький. 12 травня 1751 року було урочисто закладено наріжний камінь, 1753 — завершене спорудження 2-поверхового 5-віконного західного фасаду, 1-поверхового північного фасаду (2-й добудували 1764 ). У 1757–1758 рр. було зведено 2-поверхове приміщення гімназії при монастиреві (з південного боку костелика). Церква Воздвиження Чесного Хреста будувалась у 1765–1771 роках на місці розібраного костелу Св. Хреста за проектом архітектора Яна Ґотфріда Гофмана — представника стилю віленського бароко. Освячення новозбудованої церкви 18 вересня 1771 р., з дозволу митрополита Лева Шептицького, провів ігумен о. Інокентій Мшанецький. Дзвіниця збудована в 1849–1854 роках.
О. Теодосій Ростоцький як провінціял Литовської провінції ЧСВВ 6 березня 1781 (або 1782) року востаннє провів канонічну візитацію Бучацького монастиря.
1790 р. після закриття Унівського монастиря до Бучача переїхала частина ченців.
Бучацький монастир був одним із основних центрів зосередження василіянських іконописців у XVIII — першій половині XIX ст. (найбільший — у Почаєві).
Приміщення монастиря стало центром освітньої діяльности у Бучачі: спочатку тут діяла школа-інтернат (конвікт) для дітей з бідних родин, проводились теологічні курси для діючих священиків; потім вона реорганізована у гімназію оо. Василіян (за привілеєм короля Авґуста III, виданим у Варшаві 22 жовтня 1754 р., на прохання Миколи Василя Потоцького). З 1773 р. викладали філософію. 1784 р. викладачі-василіяни повернулися в Литовську провінцію ЧСВВ, гімназія перетворилася в нормальну школу з вивченням державної — німецької — мови. 1804 р. знову відкрилася гімназія (5-класна: інфіма, граматика, синтакса, поетика, риторика). Пізніше, в 1911 р. тут був відкритий Місійний інститут імені св. Йосафата, який з перервами (1914–1918, 1940–1943) діяв до 1944 року. Діяльність Бучацького монастиря була заборонена радянською владою у середині 1946 року.
Дідич міста канонік Каєтан Потоцький 16 серпня 1816 року записав на вічні часи для потреб монастиря 22 морґи і 1358 сажнів орного поля, лугів 2 морґи і 121 сажень, віддав частину землі на горі Федір для саду, записав 125 золотих щорічно з бучацьких оренд. Під час відвідин Галичини цісарем Францом 2 монахи монастиря мали в нього авдієнцію; вислухавши їх, він указом від 27 березня 1818 року постановив, що закриті Угорницький, Сокілецький та Задарівський монастирі з їх всім майном стали належати до Бучацького монастиря.
Монастир надав помешкання для слухачів перших торгово-касових курсів, організованих повітовою філією Товариства «Просвіта» (27 березня — 15 квітня 1911), які жили далеко від міста..
28 квітня 1893 року монастир приступив до Добромильської реформи чину.

### Період ЗУНР
Ігумен Никола Лиско надавав притулок легендарному полковникові Українських січових стрільців Василю Вишиваному (архикнязю Вільгельму Габсбурґу) та його ад'ютанту Остапу Луцькому, відступивши їм найкращі кімнати монастиря.
Близько 20 грудня 1918 ігумен не дозволив розстріляти українофобів митрополита РПЦ Антонія (Храповицького) й архієпископа Волинського і Житомирського РПЦ Євлогія Ґєорґієвського, вивезених до Бучацького монастиря (їх мав би розстріляти старшина УГА, якби монастир відмовився їх прийняти), вступившись за них зі словами: «Прошу повідомити нашу владу, що мій монастир не є тюрмою»).
31 травня відбулося засідання Української Національної Ради ЗУНР. 2 червня 1919 р. в монастирі відбулася нарада з участю президента ЗУНР доктора Евгена Петрушевича, державних секретарів, генералів Михайла Омеляновича-Павленка і Олександра Грекова, полковника Віктора Курмановича та інших старшин УГА. Переглядали «фатальну ситуацію на фронті», вирішили використати всі можливості для оборони Галичини, в крайньому випадку — перевести УГА за Збруч.
З кінця листопада 1918 до 6 травня 1919 року в монастирі проживали Вільгельм Габсбург-Василь Вишиваний — австрійський архікнязь (ерцгерцог) династії Габсбургів, полковник Легіону Українських січових стрільців та УГА та його ад'ютант Остап Луцький.

### Період польської окупації
16 жовтня 1930 «зпацифіковано» фільварок монастиря у селі Зелена.

### Радянський період

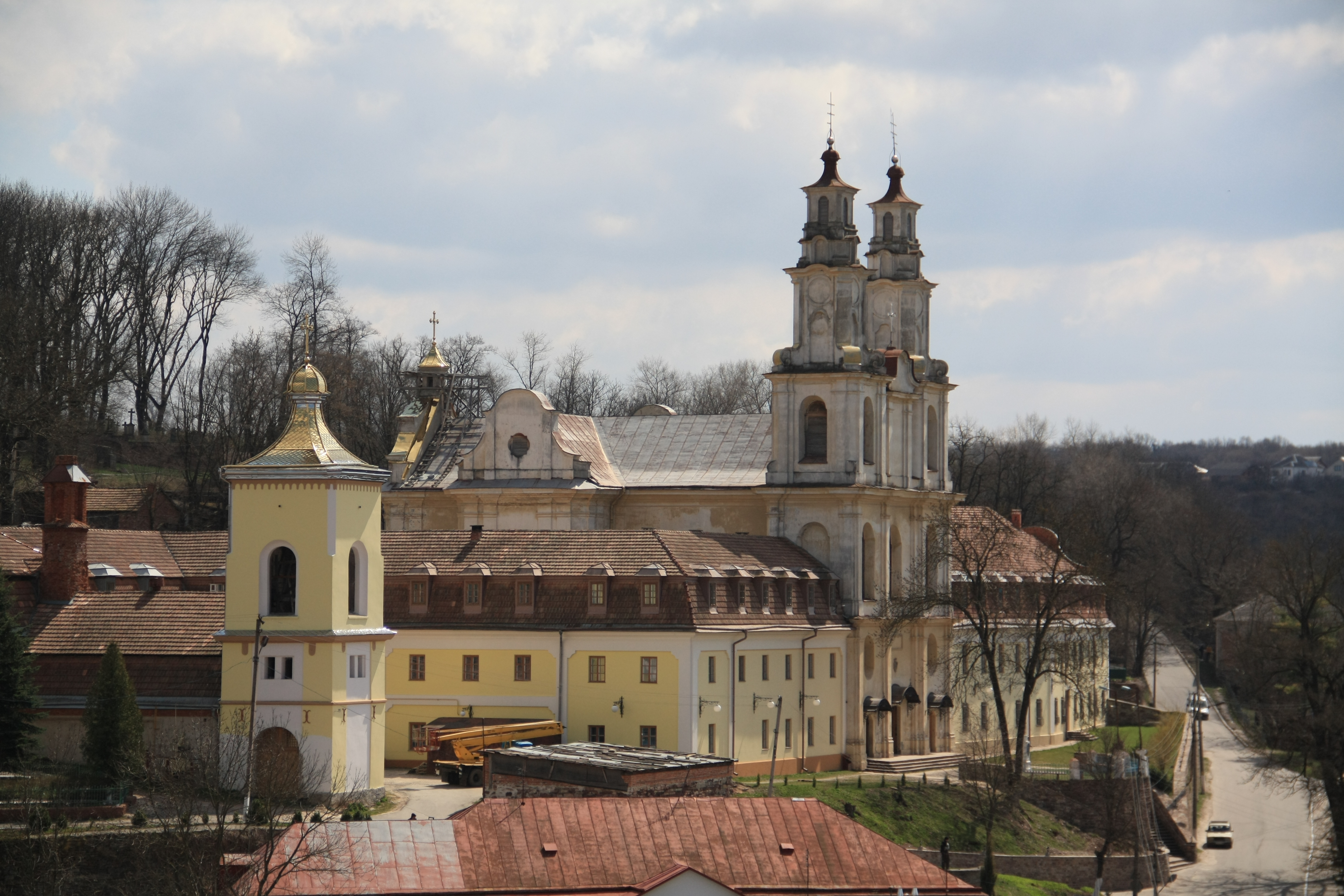
2009 рік

У приміщенні гімназії-місійного інституту після повернення радянської влади діяла Бучацька середня школа до моменту відновлення будівлі державної гімназії. Приміщення монастиря віддали під гуртожиток.
Монастир довели до стану руїни, не було придатних для життя помешкань. У березні 1991 року після 45-річної вимушеної перерви у Бучацький монастир Воздвиження Чесного Хреста Господнього повернулися отці Василіяни, яких влада сприйняла позитивно. Протоігумен ЧСВВ о. Василь Мендрунь скерував до міста о. Іван Майковича разом з о. Августином Дзюрбаном, які прибули до Бучача 1990 року, а першу Службу Божу відслужили 17 березня 1991 року.

### Період відновленої незалежності України
Для відновлення пам'ятки в Канаді створили Фонд допомоги Бучацькому монастирю. Реставраційно-будівельні роботи, які розпочали в 1992 році, тривають донині. У 1995 році Міністерство освіти України зареєструвало історико-філософський ліцей ім. св. Йосафата Бучацького монастиря Воздвиження Чесного Хреста Господнього чину св. Василія Великого, сьогодні — колегіум.
У 2002 році монастир викупив для власних потреб приміщення розкрійного цеху заводу «Квант» (Бучач), де після реконструкції запрацював деревообробний цех.

## Каплиці-гроти

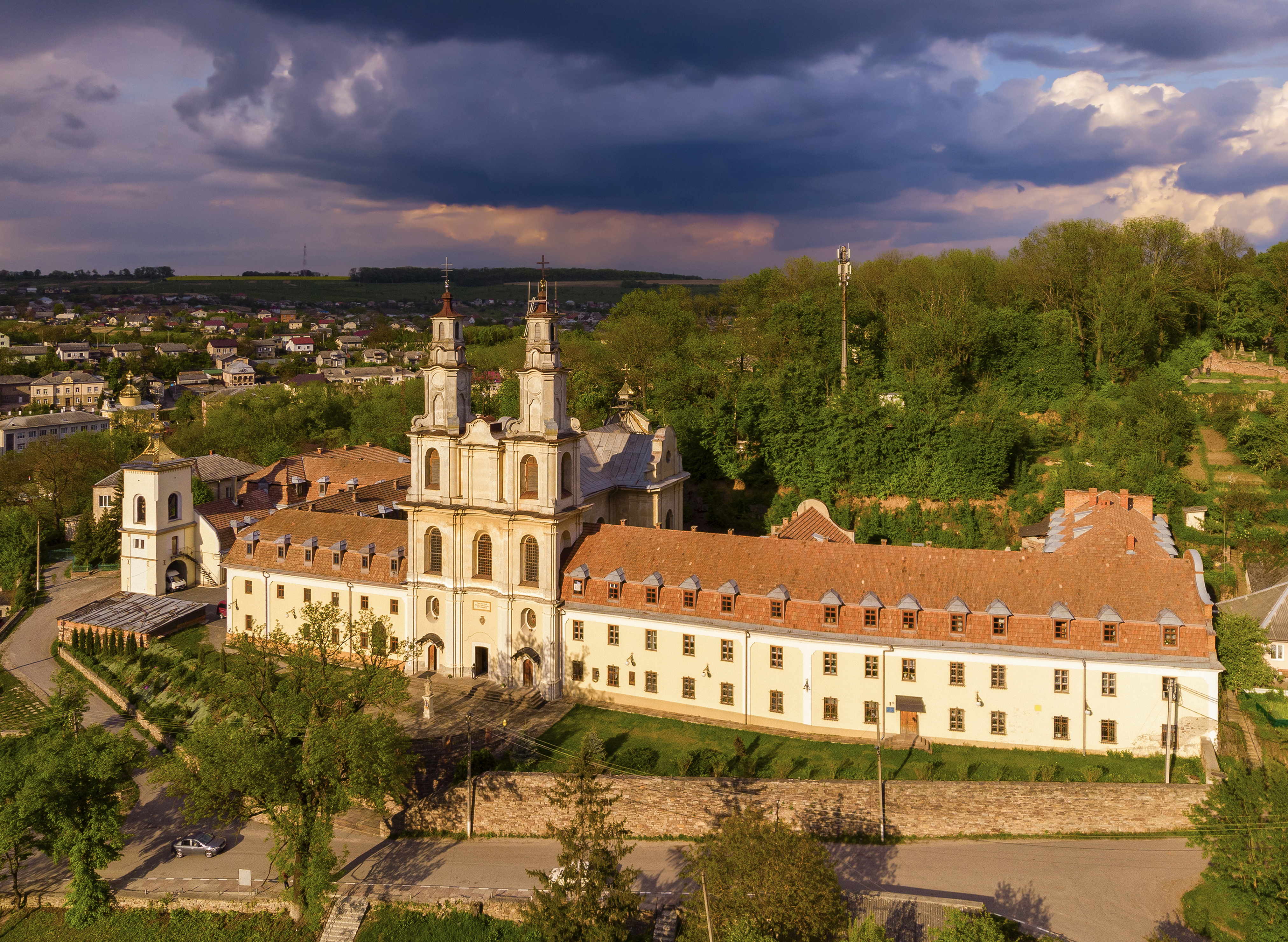
Вид на монастир з повітря на фоні грозових хмар, весна 2010

- Святого Онуфрія Великого — під терасою перед входом до церкви;
- Матері Божої — у мурі стіни зі сторони гори Федір.

## Настоятелі

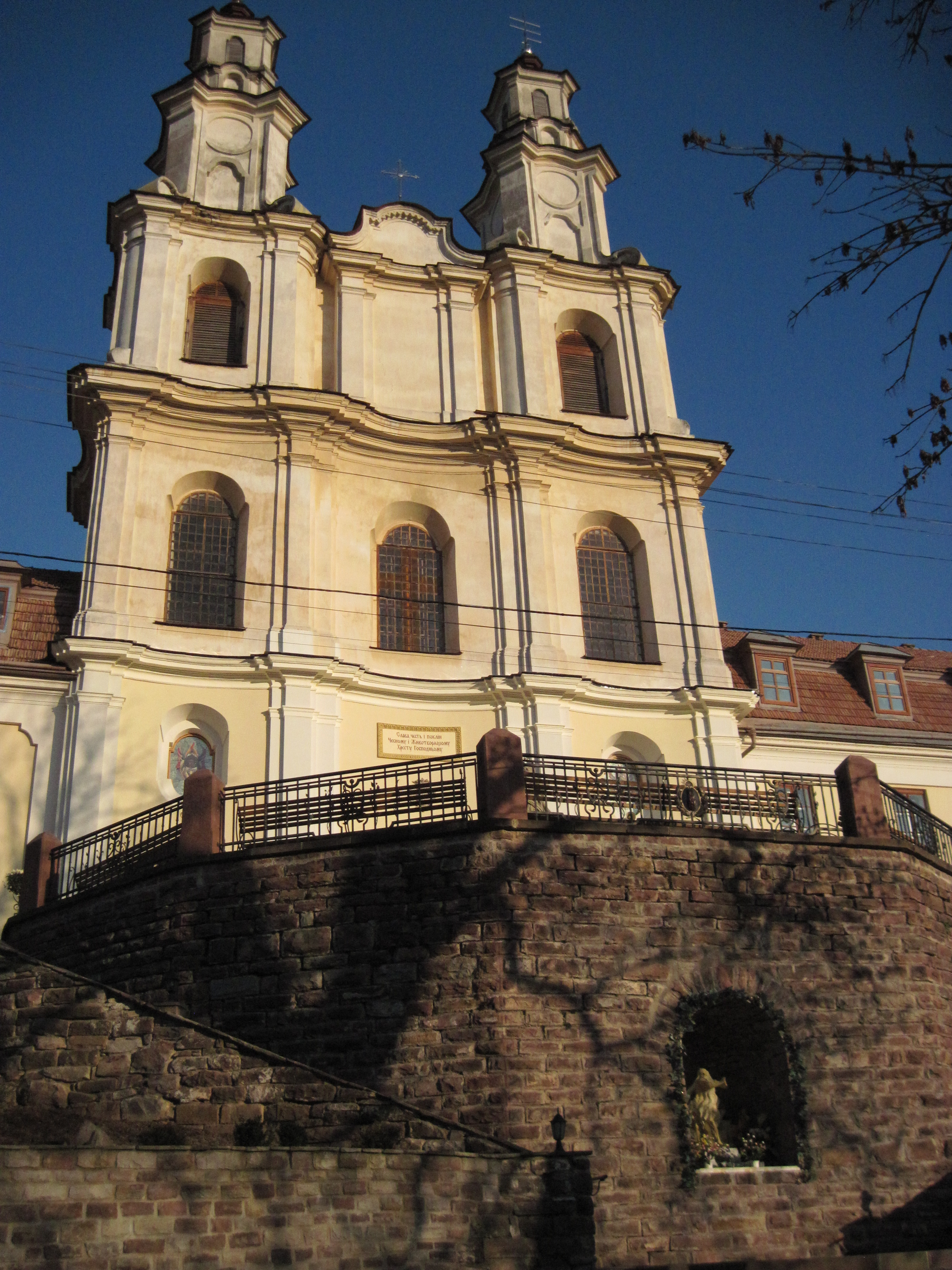
Каплиця-грот Св. Онуфрія, осінь 2013

- о. Мельхіор Лосович (перший настоятель Бучацького монастиря; згадується в 1712, 1717)
- о. Матей Козаченко (1719, не довше, як до 1725)
- о. Теодосій Зенєвич (1730—1738, не довше як до листопада 1740)
- о. Йосафат Токаржевський[24] (1743—1750)
- о. Єронім Нерезій (1750—1757)
- о. Петро Лапінкевич (1757—1758)
- о. Маврикій Каскович (1758—1761)
- о. Єронім Нерезій (1761—1765)[25]
- о. Інокентій Мшанецький (1765—1772)
- о. Йосиф Михаловський (1772—1782)

…
- о. Анастасій Дідицький (1783—1784, перший настоятель після приєднання монастиря до Провінції Найсвятішого Спасителя)
- о. Доротей Михальський (1785—1796)
- о. Анастасій Дідицький (1797—1805)
- о. Аполоній Забати (1806—1812)
- о. Атанасій Михальський (1813—1814)
- о. Юліян Добриловський (1815—1821)
- о. Антоній Лотоцький (адміністратор 1821—1822)
- о. Маркіян Тарнавський (1822—1823)
- о. Юстин Журовський[12] (1823—1838)
- о. Никифор Труш (1838—1839)
- о. Еміліян Коссак (адміністратор 1839—1842)
- о. Даниїл Мединський (1843—1846)
- о. Еміліян Коссак (березень-вересень 1846)
- о. Модест Мацієвський[26] (1846—1854)
- о. Ісидор Коржинський (1854)
- о. Юстин Іневич[27] (1854—1862)
- о. Яків Загайський (1862—1868)
- о. Іван Барусевич (1868—1870)
- о. Модест Лободич[28] (1870—1879)
- о. Єронім Островерха (1879—1893)

…
- о. Віссаріон Кулик (1893—1897, перший реформований ігумен)
- о. Діонисій Ткачук (1897)
- о. Станіслав Ліц, Єзуїт (1897—1898)
- о. Діонисій Ткачук (1898—1901)
- о. Юліян Дацій (1901—1905)
- о. Мар'ян Повх[29][30] (1905—1909)
- о. Яків Вацура (1909—1912)
- о. Микола Лиско[31] (віце-ігумен 1912—1913, ігумен 1913—1920)
- о. Платон Мартинюк (1920—1921)
- о. Степан Решетило (1921—1924)
- о. Севастіян Яцик (1924—1930)
- о. Інокентій Баґан (1930—1937)
- о. Макарій Каровець[29] (1937—1939)
- о. Микола Лиско (1939—1941)
- о. Павло Теодорович (1942—1943)
- о. Іриней Готра-Дорошенко[32] (1944)

…
- о. Іван Майкович (1991—2007)
- о. Макарій Солюк[33] (2007 — березень 2012)
- о. Іриней Гумен[34] (2012—2016)
- о. Теодор Нагорняк[35] (2016—2024)
- о. Роман Якимець (з 2024 року)